# Ерік Анкер
Ерік Анкер (норв. Erik Anker, 15 жовтня 1903 — 15 серпня 1994) — норвезький яхтсмен.
Олімпійський чемпіон 1928 року в класі 6 метрів.
Син яхтсмена та конструктора яхт Йогана Анкера, який був олімпійським чемпіоном 1912 року та разом з Еріком здобув олімпійське золото у складі екіпажу яхти «Norna» на іграх 1928 року.